# Charlie Houchin
Charlie Houchin (n. 3 noiembrie 1987, Lake Forest, Illinois, SUA) este un înotător american, medaliat olimpic. A participat la o ediție a Jocurilor Olimpice (2012) în care a câștigat două medalii de aur.